# Черняев, Пётр Аркадьевич
Пётр Арка́дьевич Черня́ев (20 сентября 1953, Москва — 3 января 2024) — российский киновед, кинокритик, актёр, режиссёр, сценарист, продюсер, теле- и радиоведущий, журналист.

## Биография
Родился 20 сентября 1953 года в Москве.
С 1973 по 1976 год был актёром театра-студии «На ладони». В 1978 году окончил сценарно-киноведческий факультет ВГИК (мастерская профессора Сергея Комарова). Работал в киноредакции издательства «Искусство», редакции журнала «Советский экран». Позже стал главным редактором молодёжной редакции «Советского экрана». Занимал должность главного редактора в газетах «СКИФ» и «Царицынские вести». С 1991 по 1998 год был главным редактором журнала «Кино-глаз» (совместно с С. Е. Тирдатовой). С 2000 года — заместитель главного редактора газеты «СК-новости». Публиковался в журналах «Советский экран», «Мнения», «Огонёк», газетах «Правда», «Известия», «Российские вести», «Век». С 2002 года снимался в кино.
Скончался 3 января 2024 года на 71-м году жизни. Отпевание прошло 6 января в Храме всех Святых в Новокосино, церемония прощания — в Николо-Архангельском крематории.

## Фильмография

### Актёрские работы
1. 2002 — Поздний ужин с... — завлит театра
2. 2004—2013 — Кулагин и партнёры
3. 2005—2011 — Адвокат — судья
4. 2005 — Жила-была дверь — мужик с отвёрткой
5. 2005 — Золотой телёнок — второй мужчина в другом купе
6. 2006 — Врачебная тайна — дядя Паша, охранник
7. 2006 — Жена Сталина — хирург
8. 2006 — Молодые и злые — полковник Кривошеев
9. 2006 — Солдаты-10
10. 2007 — День выборов — участник пресс-конференции
11. 2007 — Если у вас нету тёти — дядя Серёжа
12. 2007 — Молодой волкодав
13. 2007 — Морозов — полковник Гранин
14. 2007 — Паутина — дворник
15. 2007 — Атлантида
16. 2007 — Мачеха — администратор клуба
17. 2008 — Взрослые игры — администратор клуба
18. 2008 — Дети белой богини
19. 2008 — Общая терапия — психолог
20. 2008 — Одна ночь любви — князь Оболенский
21. 2008 — Преступление будет раскрыто — Зотов
22. 2008 — Провинциалка — Цицерон
23. 2008—2010 — Ранетки — Николай Васильевич
24. 2009 — Безмолвный свидетель
25. 2009 — Вернуть на доследование
26. 2009 — Высший пилотаж — руководитель полетами
27. 2009 — Глухарь-2 — ювелир
28. 2009 — Дольше века
29. 2009 — Дом без выхода — преподаватель
30. 2009 — Зона турбулентности — пенсионер
31. 2009 — Любовь — не то, что кажется
32. 2009 — Меч — генерал
33. 2009 — Отблески — врач
34. 2009 — Подарок судьбы
35. 2009 — Спецкор отдела расследований
36. 2010 — Интерны — член комиссии из Минздрава
37. 2010 — Погоня за тенью — академик Решетов
38. 2011 — Пыльная работа (32-я серия) — Антипов
39. 2011 — Неистовый, яростный, бешеный… — генерал СМЕРШ
40. 2012 — Чкалов — врач
41. 2013 — Умник — школьный вахтёр
42. 2018 — Теория вероятности — старик на дебаркадере
43. 2020 — Проект «Анна Николаевна» — эксперт в студии ток-шоу
44. 2024 — Противостояние — врач
45. 2024 — Плевако — отец Илларион

### Режиссёрские работы
1. 1973 — Барышня и хулиган
2. 2002—2005 — Имя-Муха
3. 2003—2006 — Ночь после детства
4. 2004 — Обрывки старых вёрсток
5. 2004—2008 — Западня (сериал)
6. 2005 — Жила-была дверь
7. 2006 — То, что было не со мной

## Телевидение
- «Воскресный кинозал» (1988—1992, Первая программа ЦТ), ведущий
- «Понять. Простить» (2006—настоящее время, Первый канал, ТВЦ), сценарист

## Радио
- «Станция Кино» (РТВ-Подмосковье)

## Ссылка
- Пётр Черняев (недоступная ссылка) на сайте «Энциклопедия отечественного кино»